# El ganador (película de 1992)
El ganador es una película mexicana de 1992 dirigida por Sergio Véjar y protagonizada por Pedro Fernández, Anahí, Roberto «El Flaco» Guzmán y Alicia Encinas.

## Argumento
La película trata de una niña que se viste de niño para robar y poder mantenerse a sí misma y a su tutor, que es como un padre para ella. Un día, mientras robaba, conoce a un joven que le da trabajo y se hace muy amigo de ella.

## Reparto
- Pedro Fernández como Bruno
- Anahí como Lalo / Mariana Sant
- Alicia Encinas como Sonia
- Daniela Leites como Susana
- Jorge Fegán como don Joel
- Roberto «El Flaco» Guzmán como Tomás
- Aurora Alonso como Lola
- Miguel Pizarro como Ángel
- Carlos Pouliot como don Fabián
- Ana Mathilde como Lupe
- Tomás Alcázar como el doctor Suárez
- Diana D'Arcy como mujer
- Roberto Cabrera como don Felipe
- Carlos Puente como joven 1
- Juan Carlos Monter como joven 2
- Alejandro de la Rosa
- Beatriz Moreno como doña Juana
- Rodrigo Vidal como Paco
- José Elías Moreno como Ronco
- Chao como "El Gachupas"